# Топка (Бурятия)
Топка́ — село в Бичурском районе Бурятии. Административный центр сельского поселения «Топкинское».

## География
Расположено на речке Топке (левый приток Хилка) в 24 км к югу от места её впадения в Хилок, в 51 км юго-западнее районного центра — села Бичура.

## Население
| 2002 | 2010 |
| ---- | ---- |
| 511  | ↘483 |